# 푼타데바카스친칠라쥐
푼타데바카스친칠라쥐 또는 멘도사친칠라쥐(Abrocoma vaccarum)는 친칠라쥐과에 속하는 설치류의 일종이다. 아르헨티나에서만 발견되며, 한때 회색친칠라쥐의 일부로 간주되기도 했다. 2002년, 오클라호마 대학의 브라운(Braun)과 마레스(Mares)가 푼타데바카스친칠라쥐를 별도의 종으로 확인했다.